# Бангейци
Бангèйци е село в Северна България, община Трявна, област Габрово.

## География
Село Бангейци се намира на около километър западно от крайния на юг квартал на град Трявна Димиев хан Разположено е предимно по северния долинен склон – по-полегат от гористия южен – на течащ от запад към изток ляв приток на Дряновска река (Тревненска река), вливащ се в нея при квартал Димиев хан. Изтеглено е около минаващия през него общински път, който води на запад до село Кашенци, а на изток – до връзка с третокласния републикански път III-609, водещ от град Трявна (квартал Божковци) на юг през град Плачковци. Надморската височина в селото нараства от около 510 m при входната пътна табела от изток до около 560 m при последната крайпътна сграда на запад.
Земеделието и животновъдството се поддържат от дребни стопанства за задоволяване на собствени нужди.
В селото има къщи за гости във връзка с туризма.
Числеността на населението на село Бангейци по данните от преброяванията от 1934 г. насам се променя както следва:
| \| Година на преброяване \| Численост \| \| --------------------- \| --------- \| \| 1934 \| 193 \| \| 1946 \| 200 \| \| 1956 \| 160 \| \| 1965 \| 115 \| \| 1975 \| 99 \| \| 1985 \| 66 \| \| 1992 \| 45 \| \| 2001 \| 37 \| \| 2011 \| 29 \| \| 2021 \| 23 \| |           |
| Година на преброяване | Численост |
| 1934 | 193       |
| 1946 | 200       |
| 1956 | 160       |
| 1965 | 115       |
| 1975 | 99        |
| 1985 | 66        |
| 1992 | 45        |
| 2001 | 37        |
| 2011 | 29        |
| 2021 | 23        |

Етническият състав на населението по численост и дял на етническите групи според преброяването през 2011 г. е:
| Етнически групи     | Численост | Дял (в %) |
| Общо                | 29        | 100       |
| Българи             | 29        | 100       |
| Турци               | 0         | 0         |
| Цигани              | 0         | 0         |
| Други               | 0         | 0         |
| Не се самоопределят | 0         | 0         |
| Неотговорили        | 0         | 0         |

## История
Селището Бангейци (с предишно име Бангей) е в България от 1878 г.
От 26 декември 1978 г. дотогавашното селище колиби Бангейци е село.

## Обществени институции
Изпълнителната власт в село Бангейци към 2024 г. се упражнява от кметски наместник.

## Други
С името на село Бангейци са наименувани възвишения в Антарктида – Бангейски възвишения.